# Starigrad (Zengg)
Starigrad falu Horvátországban, Lika-Zengg megyében. Közigazgatásilag Zengghez tartozik.

## Fekvése
Zengg központjától 26 km-re délre, a tengerparton a 8-as számú Adria-parti főúttól 3 km-re fekszik. Két részből a tengerhez közel fekvő Donji Starigradból és a hegyek közötti, a főút mellett fekvő Gornji Starigradból áll.

## Története
Területén már a történelem előtti időben is laktak emberek. Ezt igazolják a Donji Starigrad területén emelkedő Gradina, vagy más néven Golubić nevű magaslaton talált erődített település maradványai, ahol az ókorból és középkorból származó leleteket találtak. A település is erről az ősi várról kapta a nevét. A korabeli források szerint a 11. században is település állt ezen a helyen. A Golubić délkeleti lejtőjén találhatók a középkori Szent Ilona tiszteletére szentelt középkori templom romjai. A középkorban, 1271-től Starigrad területe a Frangepánok birtoka volt, akik a hegytetőn felépítették saját várukat, amely 1469-től a zenggi kapitánysághoz tartozott. A 16. században a török veszély miatt a település teljesen elnéptelenedett. A 17. században, 1660-tól a török elől menekülő bunyevácok érkeztek ide, de ők nem a Gradinán, hanem a tengerhez közelebb telepedtek le. Főként állattartással és halászattal foglalkoztak. Ők építették 1772-ben a tengerhez közelebb a mai temetőnél található a kis Szent Jakab templom elődjét is, melyet Benzoni püspök az 1733-as egyházlátogatás alkalmával megemlít. A falunak 1857-ben 484, 1910-ben 594 lakosa volt. Donji Starigrad iskoláját 1900-ban nyitották meg, Gornji Starigrad iskolája 1945-ben nyílt meg. A település  1920-ig Lika-Korbava vármegye Zenggi járásához tartozott. Ezt követően előbb a Szerb–Horvát–Szlovén Királyság, majd Jugoszlávia része lett. Jugoszlávia felbomlása után 1991-ben a független Horvátország része lett. 2011-ben 15 állandó lakosa volt. Gornji Starigradon autóbusz-állomás és autóskemping, Donji Starigrad településen posta és vendéglő található. Fejlődését és a vendégek elhelyezését turisztikai iroda szolgálja. A közeli Dražica és Grbačka öblök kiválóan alkalmasan a fürdésre, pihenésre. A kis kikötőben kisebb hajók és csónakok is kiköthetnek. A hegyi túrák szerelmesei a környező hegyekben találnak szép túravonalakat.

## Lakosság
| Lakosság változása | Lakosság változása | Lakosság változása | Lakosság változása | Lakosság változása | Lakosság változása | Lakosság változása | Lakosság változása | Lakosság változása | Lakosság változása | Lakosság változása | Lakosság változása | Lakosság változása | Lakosság változása | Lakosság változása | Lakosság változása |
| ------------------ | ------------------ | ------------------ | ------------------ | ------------------ | ------------------ | ------------------ | ------------------ | ------------------ | ------------------ | ------------------ | ------------------ | ------------------ | ------------------ | ------------------ | ------------------ |
| 1857               | 1869               | 1880               | 1890               | 1900               | 1910               | 1921               | 1931               | 1948               | 1953               | 1961               | 1971               | 1981               | 1991               | 2001               | 2011               |
| 484                | 933                | 737                | 509                | 578                | 594                | 502                | 418                | 262                | 206                | 111                | 74                 | 54                 | 29                 | 11                 | 15                 |

## Nevezetességei
- A falu felett, két öböl között emelkedik a Golubić-grad nevű hegy, amelyről számos régészeti lelet származik. A hagyomány szerint ezen a hegyen a 11. században középkori település létesült, amely a mai Starigrad elődjének számít. A kora középkorban Starigrad a zenggi uradalom része volt, 1271-től pedig a Frangepán család birtoka volt. A hegy tetején egy középkori vár és egy régebbi bizánci vagy gót castrum maradványa található. A vár 1469-től a zenggi kapitányság része volt. A 16. század elején a török fenyegetés miatt az itteni lakosok biztonságosabb területekre vándoroltak ki. Ezután a régi település és a vár összeomlott. 1660-tól Starigradot és környékét bunyevácok kezdték lakni, akiknek leszármazottai ma is ott élnek. A Golubić-grad délkeleti lejtőjén egy Szent Ilonának szentelt román stílusú templom maradványa található. A nyugat-keleti tájolású épület méretei 10,20 x 8 méter. A szóban forgó helyszínen eddig nem végeztek leletmentő vagy tervszerű régészeti feltárást. A hegy az aljától a csúcsig a keleti, déli és nyugati oldalon meredeken emelkedik, emiatt erről a három oldalról nem volt megközelíthető. A hegy lejtőin a tengerig, a felszínen és a föld alatt is rengeteg illír és római kerámia található. A vár nyugati, napos oldalán, a több teraszon, a széltől védve egy ismeretlen illír település primitív lakóhelyeinek maradványai találhatók. A leletek alapján a hegy az őskortól az ókoron át a középkorig és a modern időkig lakott volt. A Velebit és a Podgorje területének egyik legfontosabb régészeti lelőhelye.[4]
- A hegy tetején találhatók a Frangepánok által a 14. században épített középkori vár romjai. Legépebben megmaradt része a torony,[5] mely azok közé a törökellenes háborúk idejéből származó velencei erődítmények közé tartozik, amelyeket a 16. században építettek a Velebit alatti csatorna mentén. Az erődítmény a torony mellett egy elkerített négyszögletes teret is tartalmaz. A torony kör alaprajzú, körülbelül 10 m magas. A megmaradt belső oldalából arra lehet következtetni, hogy a torony eredetileg három emeletes volt. A legfelső emelet falai pár keskeny lőréssel vannak áttörve.
- Szent Jakab tiszteletére szentelt temploma[6] 1772-ben épült a régi azonos titulusú templom helyén. 1807-ben plébániatemplom lett. Mai formáját az 1896-os átépítés során kapta. 1970-ben megújították.
- A Szent Péter-templom[7] egyhajós épület, félköríves apszissal, és három emeletes harangtoronnyal, melynek négyzet alakú lábazata a templom délnyugati falának támaszkodik. Az apszis boltozatos, félkupolával fedett, a hajó boltozat nélküli, nyitott tetővel borított. A belső teret sekély árkádok és párkányok választották el, a külső homlokzatokhoz erős támpilléreket építettek. Stílusbeli jellemzői szerint a templom a 11. és 12. századból a romanika korából származik. Középkori temető veszi körül, érdekes sírkövekkel.
- A Golubić délkeleti lejtőjén találhatók a középkori Szent Ilona tiszteletére szentelt középkori templom romjai.
- Szent Jakab tiszteletére szentelt temetőkápolnája.
- A Paklenica-szurdok bejáratánál fekvő Marasovići falucska népi épületeinek együttese földszintes és egyszintes házakból áll, többnyire sorba rendezve, az udvarokat körülvevő, jellegzetes bejárati kapukkal ellátott magas falakkal. Néhány házon és falon a historizmus szerény elemei találhatók, amelyek a barokk stílus provinciális formájára emlékeztetnek.[8]
- A Dražica-öbölben ókori víz alatti régészeti lelőhelyet tártak fel (hajóroncs, amforák).